# Technobabbel
Technobabbel (van Engels technobabble, een porte-manteau van technology en babble) is onbegrijpelijk of pretentieus technisch jargon.
Diverse vakgebieden en industrieën hebben hun eigen gespecialiseerde vocabulaire om specifieke informatie beknopt over te kunnen brengen aan vakgenoten. Op een buitenstaander kan zulke taal verwarrend of onzinnig overkomen. Ook in veel sciencefiction wordt een vorm van technobabbel gehanteerd.